# Regnbågsboa
Regnbågsboa (Epicrates cenchria) är en art i familjen boaormar som förekommer i Sydamerika samt på en del omgivande öar.
Den förekommer huvudsakligen i regnskog men även på grässlätt och klipplandskap. Födan utgörs av gnagare, fåglar, ägg, groddjur och ödlor.
Arten har en stor population i Amazonområdet från Venezuela och regionen Guyana till centrala Brasilien, norra Bolivia, östra Peru, östra Ecuador och östra Colombia. En annan population finns i östra Brasilien. Ormen lever i låglandet och i bergstrakter upp till 1200 meter över havet. Exemplaren är mellan skymningen och gryningen aktiva. De klättrar i trädens låga delar.
Beståndet hotas av skogsröjningar och några exemplar fångas och hölls som terrariedjur. Hela populationen anses vara stabil. IUCN listar arten som livskraftig (LC).

## Underarter
Nio underarter erkänns av regnbågsboan:
- Argentinsk regnbågsboa (Epicrates cenchria alvarezi) (Abalos, Baez och Nader, 1964)
- Campina Grande regnbågsboa (Epicrates cenchria assisi) (Machado, 1945)
- Marajo Island regnbågsboa (Epicrates cenchria barbouri) (Stall, 1938)
- Brasiliansk regnbågsboa (Epicrates cenchria cenchria) (Linnaeus, 1758)
- Paraguayansk regnbågsboa (Epicrates cenchria crassus) (Cope, 1862)
- Peruansk regnbågsboa (Epicrates cenchria gaigei) (Stull, 1938)
- Epicrates cenchria hygrophilus (Amaral, 1935)
- Epicrates cenchria maurus (Gray, 1849)
- Epicrates cenchria polylepis (Amaral, 1935)